# دوبيق (آذغان)
دوبيق (بالفارسية: دوپیق) هي منطقة سكنية تقع في إيران في قسم آذغان الریفي. يقدر عدد سكانها بـ 348 نسمة .